# 권오갑 (공무원)
권오갑(權五甲, 1947년 5월 22일 ~ , 경기 고양)은 대한민국의 공무원이다.

## 학력
- 원당초등학교 졸업
- 고양중학교 졸업
- 고양종합고등학교 졸업
- 서울대학교 금속공학 학사
- 서울대학교 행정대학원 행정학 석사
- 미국 조지 워싱턴 대학교 과학기술정책학 석사
- 고려대학교 과학관리 박사

## 경력
- 1977년 : 제21회 행정고시 합격
- 1986년 : 과학기술처 국제협력담당관
- 1992년 : 주미 한국 대사관 과학참사관
- 1995년 : 기상청 기획국장
- 1996년 : 과학기술처 기술협력국장
- 과학기술처 기술정책국장
- 과학기술처 기초과학인력국장
- 과학기술부 기술정책국장
- 2000년 : 대통령자문 국가과학기술자문회의 사무처장
- 2001년 : 과학기술부 기획관리실장
- 2003년 : 과학기술부 차관
- 2004년 : 한국과학재단 이사장
- 2008년 : 한양대학교 석좌교수
- 2010년 : 한국나노기술원 이사장,서울대 재료공학부 초빙교수
- 2015년 : 과우회 회장
- 선진통일건국연합 고문

## 수상
- 1998년 : 홍조근정훈장

| 전임 이승구 | 제20대 과학기술부 차관 2003년 3월 3일 ~ 2004년 1월 28일 | 후임 임상규 |